# Bücherdorf

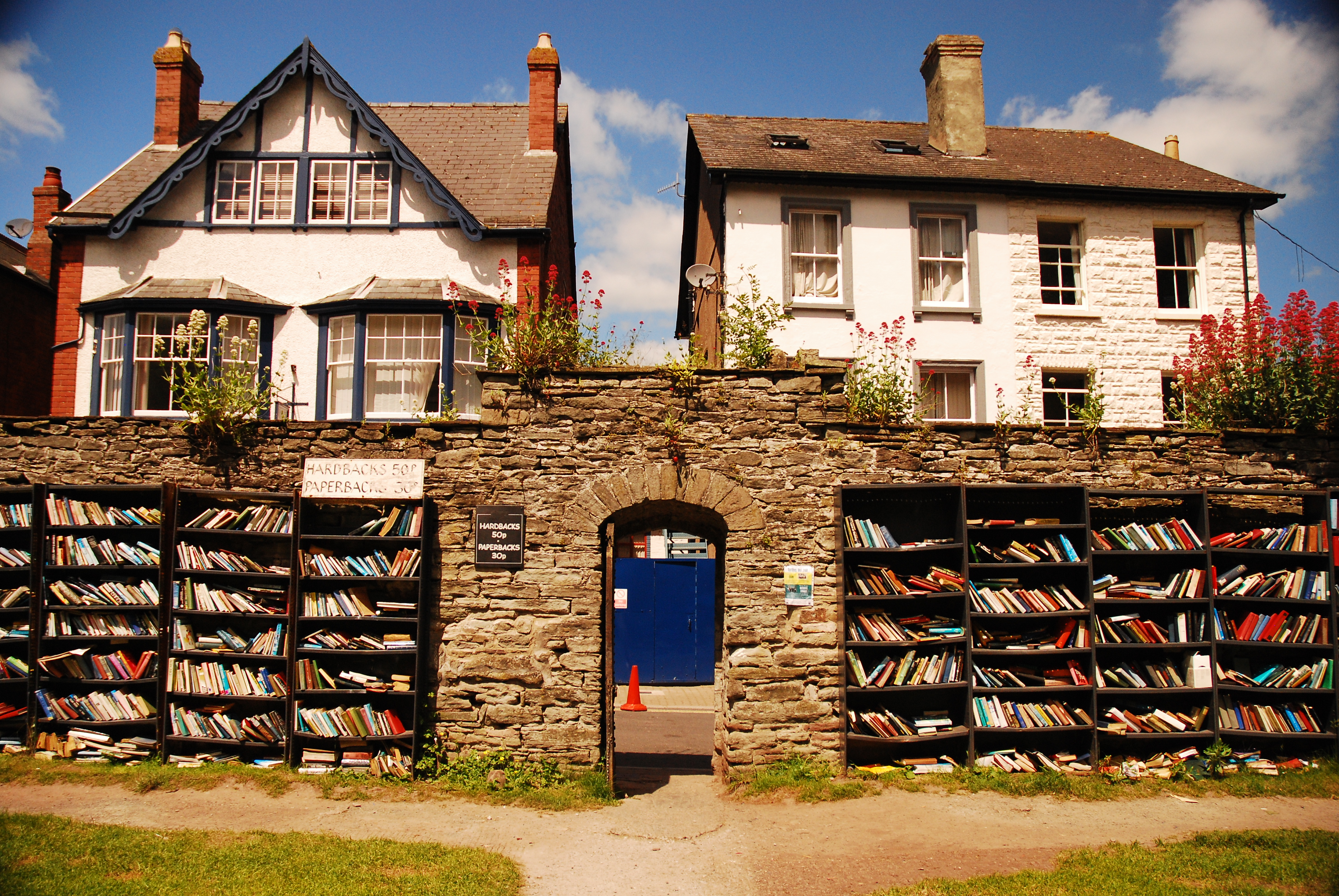
Buchladen im walisischen Hay, dem ersten Bücherdorf der Welt

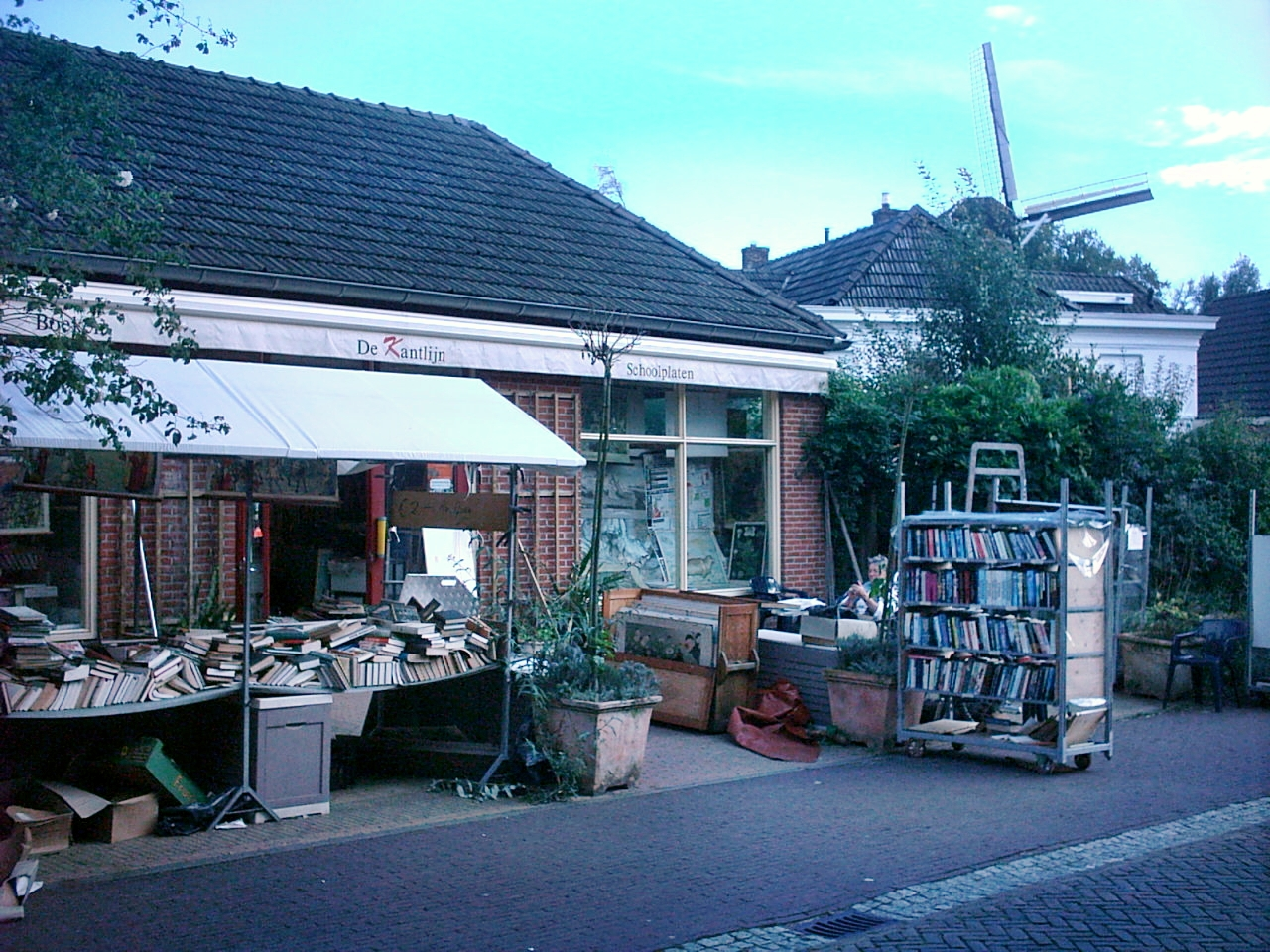
Antiquariat in Bredevoort

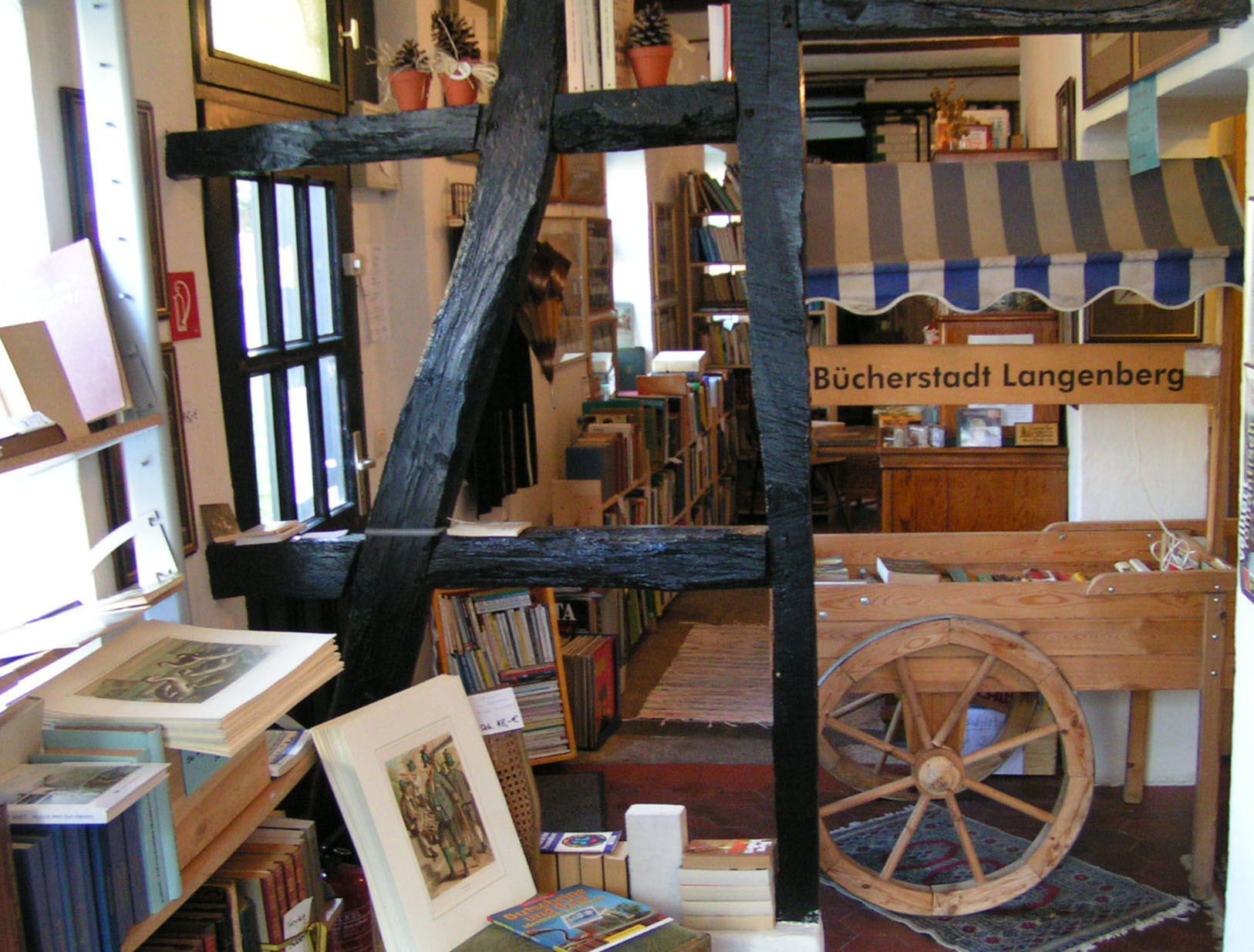
Antiquariat in Langenberg

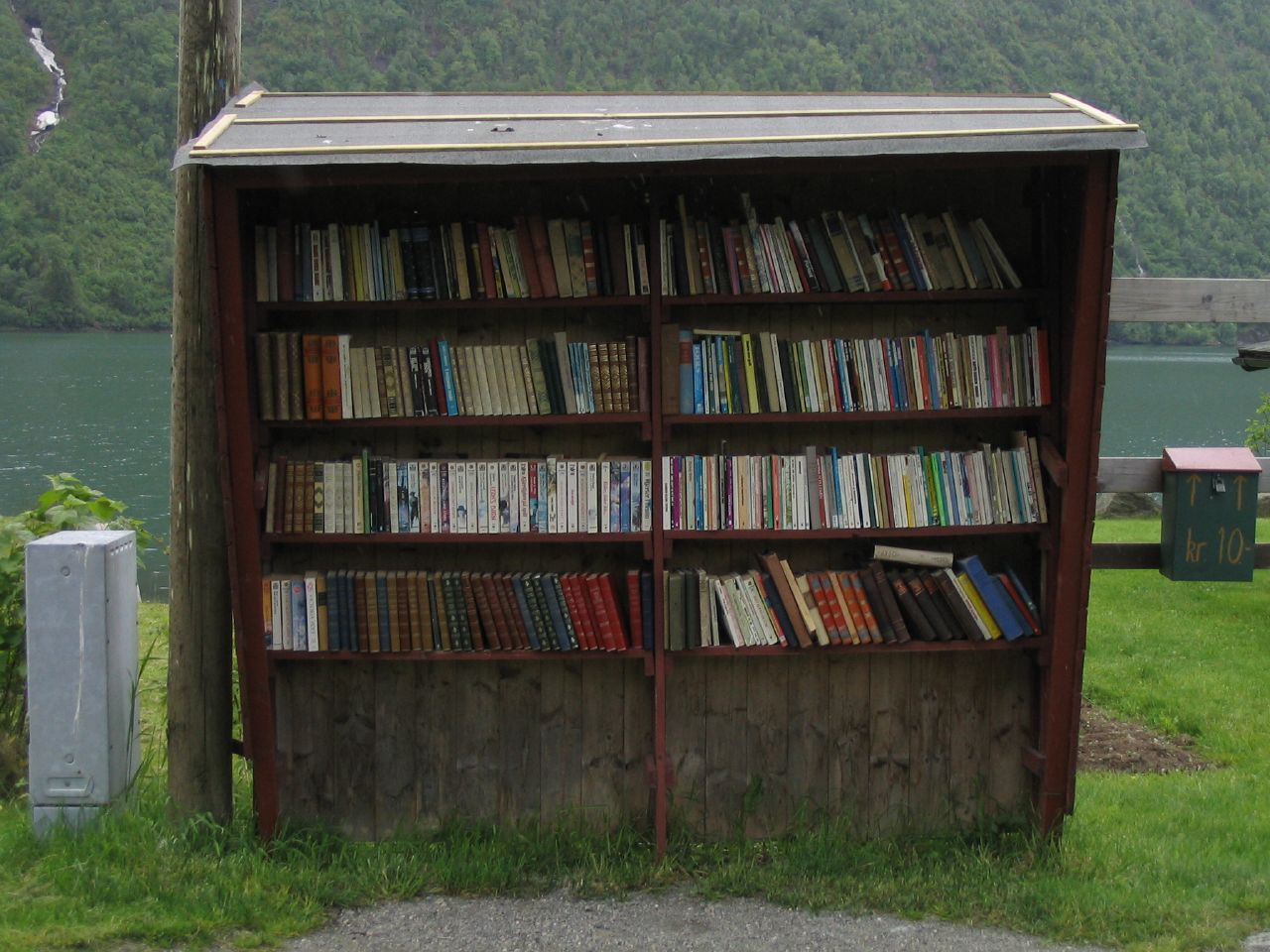
Selbstbedienungs-Buchladen in Fjærland, Norwegen

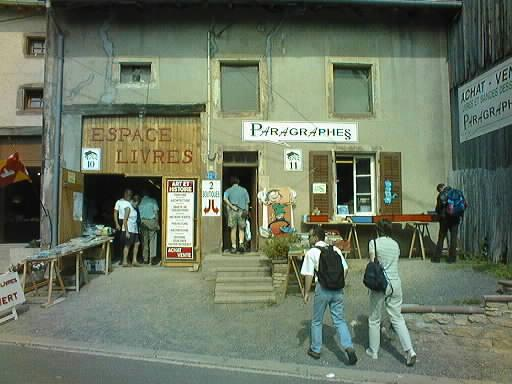
Fontenoy-la-joute, Frankreich

Bücher- oder Buchdörfer sind Orte mit einer besonders hohen Anzahl an Antiquariaten, für die sie meist weithin bekannt sind. Oft handelt es sich um Ortschaften mit geringen wirtschaftlichen Perspektiven, die im Buch eine besondere Initiative zur Wirtschaftsförderung entdeckt haben. Mit dem breiten Angebot mehrerer Antiquariate sollen potenzielle Käufer ins Dorf gelockt werden, die wegen einiger weniger Läden nicht anreisen würden. Das schafft zusätzliche Arbeitsplätze für die Bevölkerung. Ziel ist es auch, dass ebenso andere lokale Anbieter, insbesondere das Gastgewerbe, von den Antiquariats-Besuchern profitieren.

## Geschichte
Das erste Bücherdorf der Welt liegt abgelegen in Wales. Richard Booth eröffnete im Jahr 1961 im Dorf Hay-on-Wye ein Antiquariat aus dem Inhalt eines aus New York mitgebrachten Containers voller Bücher. Heute verfügt der Ort, in dem nicht einmal zweitausend Einwohner leben, über 25 Antiquariate. Viele davon haben sich auf einzelne Themen spezialisiert. Der Ort zieht viele Touristen an. Der Tourismus wird zusätzlich durch Buch-Veranstaltungen gefördert.
Gemäß dem Konzept von Hay sind in der Folge weitere Bücherdörfer in Europa und vereinzelt auch auf anderen Kontinenten entstanden. Die Bücherdörfer organisieren sich in der IOB, der International Organisation of Booktowns.
Das erste Bücherdorf Deutschlands und des deutschsprachigen Raums wurde im September 1997 gegründet. Mühlbeck und der Nachbarort Friedersdorf im Landkreis Anhalt-Bitterfeld verfügen heute über etwa neun Bücherläden bei nicht einmal dreitausend Einwohnern. Den Grundstein bildeten 70.000 Bücher, die in ganz Deutschland gesammelt wurden. Heute sind rund eine Million Bücher im Angebot.

## Liste der Bücherdörfer
| Bücherdorf/-stadt                        | Land                   | Gründungsjahr | Anzahl Bücherläden | Website                         |
| ---------------------------------------- | ---------------------- | ------------- | ------------------ | ------------------------------- |
| Bécherel                                 | Frankreich             | 1989          | 13                 | Website                         |
| Bredevoort                               | Niederlande            | 1993          | rund 12            | Website                         |
| Cuisery                                  | Frankreich             | 1999          | 11                 | Website                         |
| Dalmellington                            | Vereinigtes Königreich | 1997          | Projekt beendet    | -                               |
| Damme                                    | Belgien                | 1997          | 8                  | Website                         |
| Fjærland                                 | Norwegen               | 1995          | 12                 | Website                         |
| Fontenoy-la-Joûte                        | Frankreich             | 1996          | 13                 | Website                         |
| Hay-on-Wye                               | Vereinigtes Königreich | 1961          | 25                 | Website                         |
| Kampung Buku                             | Malaysia               | 1997          | ?                  | -                               |
| Kembuchi Children’s Picture-Book Village | Japan                  | 1991          | ?                  | -                               |
| La Charité-sur-Loire                     | Frankreich             | 2000          | 7                  | Website                         |
| Langenberg                               | Deutschland            | 1998          | 7                  | Website                         |
| Miyawaga Children’s Book Village         | Japan                  | ?             | ?                  | -                               |
| Montereggio                              | Italien                | 1990er        | 12                 | Website (Nur noch Bücherfeste?) |
| Montmorillon                             | Frankreich             | 2000          | 13                 | Website                         |
| Montolieu                                | Frankreich             | 1989          | 15                 | Website                         |
| Mühlbeck/Friedersdorf                    | Deutschland            | 1997          | 5                  | Website (mit sinkender Tendenz) |
| Müllenbach                               | Deutschland            | 2001          | 4                  |                                 |
| Nevada Gold Cities Book Town             | Vereinigte Staaten     | 1998          | 14                 | Website                         |
| Purgstall                                | Österreich             | 2000          | 1                  | Website                         |
| Redu                                     | Belgien                | 1984          | 15                 | Website                         |
| Saint-Pierre-de-Clages                   | Schweiz                | 1993          | 11                 | Website                         |
| Sidney                                   | Kanada                 | 1995          | 6                  | Website                         |
| Southern Highlands BOOKtrail             | Australien             | 2000          | 18                 | Website                         |
| Stillwater (Minnesota)                   | Vereinigte Staaten     | 1993          | ?                  |                                 |
| Sysmä                                    | Finnland               | 1997          | ?                  | ? (Projekt vermutlich beendet)  |
| Tvedestrand                              | Norwegen               | 2003          | ca. 8              | Website                         |
| Urueña                                   | Spanien                | 2007          | ca. 11             | Website                         |
| Wünsdorf Waldstadt                       | Deutschland            | 1998          | 4                  | Website                         |
| Wigtown                                  | Vereinigtes Königreich | 1997          | ca. 14             | Website                         |